# Ben Johnston: Ponder Nothing
Ben Johnston: Ponder Nothing — музичний альбом, що складається із творів американського композитора Бена Джонстона у виконанні ансамблю Music Amici, який вийшов 1993 року на лейблі New World Records.

## Про альбом
Альбом містить твори камерної та хорової музики, написані американським композитором Беном Джонстоном у 1950-ті та 1980-ті роки, у виконанні ансамблю камерної музики Music Amici. Ансамбль було засновано 1985 року скрипачкою Марті Світ та складався зі студійних музикантів та учасників провідних оркестрів. Їхній перший диск Sketches of Miles, присвячений Майлзу Девісу, вийшов на лейблі Angel Records / EMI. Окрім Марті Світ, провідними учасниками Music Amici були Чарльз Ясскі (диригент та кларнетист), Дора Оренштайн (сопрано), Стівен Калм (баритон). Композиції для альбому творів Бена Джонстона було записано 30-31 березня в студії Clinton Recording в Нью-Йорку. На обкладинці альбому можна побачити картину Ларрі Пунса Orange Crush (1963). Анотацію до альбому написав композитор, музичний критик та колишній учень Бена Джонстона Кайл Ганн.
Бен Джонстон з 1951 по 1986 роки викладав в Університеті Іллінойсу і був добре знайомим з тогочасними авангардними композиторами, такими як Джон Кейдж, Ла Монте Янг або Яніс Ксенакіс. Його музика вважалася радикальною, але не авангардною, а найбільш відомими були його дев'ять (на момент виходу альбому) струнних квартетів. Джонстон практикував написання мікротонової музики, коли всередині октави могло бути не дванадцять звуків, а набагато більше. За словами Кайла Ганна, альбом Ponder Nothing містив не найбільш відомі, і не найбільш показові композиції Джонстона, але твори, які демонстрували його творчі пошуки.
До складу альбому увійшло шість творів Бена Джонстона. Написаний 1956—1958 року Септет для духового квартету, віолончелі та контрабаса, містив відсилання до Стравінського і вважався вершиною неокласичного періоду творчості Джонстона. «Три китайські вірші» (1955) — це покладені на музику двох скрипок тексти китайського поета Лі Бо у виконанні сопрано. Музика для балету «Гамбіт» (1959) Мерса Каннінгема була написана із використанням технік серіалізму. Після цього, під впливом часів учнівства у Гаррі Парча на початку п'ятдесятих, Джонстон став писати твори в чистому строї. «П'ять фрагментів» (1960) поєднують мікроінтерваліку та 12-тонову систему, та містять фрагменти віршів Генрі Девіда Торо. Два останніх твори з альбому написані значно пізніше. Тріо для кларнета, скрипки та віолончелі (1982) вирізняється ритмічною складністю. Завершальна композиція для кларнета «Не помишляє» містить інструментальні варіації християнського гімну «Нехай мовчить усяка плоть людська».
В музичному каталозі AllMusic альбом оцінили на три зірки з п'яти, назвавши «переконливими творами в чистому строї у виконанні Music Amici».

## Список композицій
| #     | Назва                                                | Тривалість |
| ----- | ---------------------------------------------------- | ---------- |
| 1.    | «Septet: Movement 1»                                 | 4:57       |
| 2.    | «Septet: Movement 2»                                 | 3:29       |
| 3.    | «Septet: Movement 3»                                 | 3:29       |
| 4.    | «Three Chinese Lyrics: The Jewel Stairs' Grievance»  | 1:29       |
| 5.    | «Three Chinese Lyrics: Taking Leave of a Friend»     | 3:04       |
| 6.    | «Three Chinese Lyrics: Lament of the Frontier Guard» | 4:17       |
| 7.    | «Gambit: Prelude 1»                                  | 0:59       |
| 8.    | «Gambit: Interlude 1»                                | 2:07       |
| 9.    | «Gambit: Postlude 1»                                 | 4:03       |
| 10.   | «Gambit: Prelude 2»                                  | 2:59       |
| 11.   | «Gambit: Interlude 2»                                | 1:24       |
| 12.   | «Gambit: Postlude 2»                                 | 5:26       |
| 13.   | «Five Fragments: Interior»                           | 1:30       |
| 14.   | «Five Fragments: The Life in Us»                     | 1:35       |
| 15.   | «Five Fragments: Simplify»                           | 1:10       |
| 16.   | «Five Fragments: Time»                               | 1:15       |
| 17.   | «Five Fragments: More Day»                           | 1:49       |
| 18.   | «Trio»                                               | 4:02       |
| 19.   | «Ponder Nothing»                                     | 10:12      |
| 59:16 |                                                      |            |

## Учасники запису
| Septet - Елізабет Манн (флейта, флейта-піколо) - Мелані Фельд (гобой, англійський ріжок) - Вільям Блаунт (кларнет) - Кім Ласковскі (фагот) - Роберт Карлайл (валторна) - Марк Шуман (віолончель) - Тоні Фаланга (контрабас) - Чарльз Яскі (диригент) Three Chinese Lyrics - Дора Оренштайн (сопрано) - Марті Світ (скрипка) - Метью Раймонді (скрипка) | Gambit - Мелані Фельд (гобой) - Вільям Блаунт (кларнет) - Кім Ласковскі (фагот) - Лоуренс Фельдман (саксофон-альт) - Домінік Дерасс (труба) - Джим П'ю (тромбон) - Марті Світ (скрипка) - Меріхелен Юінг (альт) - Марк Шуман (віолончель) - Тоні Фаланга (контрабас) - Кріс Олдфазер (фортепіано) - Скотт Куні (гітара) - Гордон Готліб (перкусія) - Чарльз Яскі (диригент) | Five Fragments - Стівен Калм (баритон) - Мелані Фельд (гобой) - Кім Ласковскі (фагот) - Марк Шуман (віолончель) Trio - Чарльз Яскі (кларнет) - Метью Раймонді (скрипка) - Марк Шуман (віолончель) Ponder Nothing - Чарльз Яскі (кларнет) |